# Betrayed (1954)
Betrayed (bra Atraiçoado) é um filme norte-americano de 1954, dos gêneros guerra, suspense, espionagem e drama romântico, dirigido por Gottfried Reinhardt.

## Sinopse
Na Segunda Guerra Mundial, agente secreto neerlandês tenta fazer contato com o líder da resistência conhecido pela alcunha de "Scarf" para obter informações sobre possível ataque, e para isso recruta uma mulher aliada.

## Elenco
- Clark Gable ..... cel. Pieter Deventer
- Lana Turner ..... Carla Van Oven
- Victor Mature ..... "The Scarf"
- Louis Calhern ..... gen. Ten Eyck
- O. E. Hasse ..... cel. Helmuth Dietrich
- Wilfrid Hyde-White ..... gen. Charles Larraby
- Ian Carmichael ..... cap. Jackie Lawson
- Niall MacGinnis ..... "Blackie"
- Nora Swinburne ..... mãe de "Scarf"
- Roland Culver ..... gen. Warsleigh
- Leslie Weston ..... "Pop"
- Christopher Rhodes ..... Chris
- Lily Kann ..... avó de Jan
- Brian Smith ..... Jan
- Anton Diffring ..... cap. Von Stanger